# Rhinomastax rostrata
Rhinomastax rostrata är en insektsart som beskrevs av Marius Descamps 1971. Rhinomastax rostrata ingår i släktet Rhinomastax och familjen Euschmidtiidae. Inga underarter finns listade i Catalogue of Life.